# Preußische G 5.3
Die preußische Gattung G 5.3 war eine Güterzuglokomotive der Bauart 1'Cn2. Sie war als Zwillingsvariante der G 5.4, die in Verbundbauart ausgeführt worden war, konstruiert worden. Wie bei vielen anderen preußischen Bauarten wurden von dem gleichen Typ eine Verbund- und eine Zwillingsausführung gebaut. Die G 5.3, wie auch die G 5.4 zeichneten sich gegenüber den G 5.1 und G 5.2 durch einen kürzeren Radstand und eine höhere Kessellage aus. Durch das Krauss-Helmholtz-Lenkgestell sollten die Fahreigenschaften besonders bei höheren Geschwindigkeiten verbessert werden. Es wurden zwischen 1903 und 1906 insgesamt 206 Fahrzeuge der G 5.3 gebaut.
Die Deutsche Reichsbahn sah 1923 die Umzeichnung von 132 Lokomotiven als 54 169–181, 54 183–193 und 54 601–708 vor. Nach dem Umzeichnungsplan von 1925 haben 71 dieser Schienenfahrzeuge die Betriebsnummern 54 601–671 erhalten. Die Lokomotiven wurden bis 1930 ausgemustert.

## Jugoslawien
Nach dem Ersten Weltkrieg gingen vier G 5.3 nach dem Königreich der Serben, Kroaten und Slowenen, wo sie bei der Železnice Kraljevine Srba, Hrvata i Slovenaca als Reihe 600 eingesetzt worden.
Die Jugoslovenske Državne Železnice hatte diese Loks 1933 als Reihe 128 (128-001 bis 128-004) umnummeriert.

## Belgien
Belgien erhielt nach dem Ersten Weltkrieg 23 Exemplare, die bis 1926 ausgemustert wurden.

## PKP Ti3-1–Ti3-16
Nach dem Ersten Weltkrieg erhielt Polen als Reparationsleistung 16 Lokomotiven, die als Ti3-1–Ti3-16 bezeichnet wurden. Die ersten beiden Lokomotiven wurden 1927 gepanzert, bis 1932 waren  10 gepanzert und auf Panzerzugeinheiten verteilt. Zwei weitere Lokomotiven (Ti3-6 und Ti3-14) wurden ungepanzert an Panzerzugeinheiten übergeben. Die restlichen vier befanden sich im Zivildienst in Warschau, standen jedoch der Armee zur Verfügung.
Sieben Panzerlokomotiven in unterschiedlichem Zustand wurden im September 1939 mit ihren Zügen von den Deutschen beschlagnahmt, drei von den Sowjets. Diese drei Lokomotiven (Nr. 2, 9 und 10) wurden 1941 in russischen Panzerzügen eingesetzt, die aus polnischem Bestand gebildet wurden. Mindestens drei Lokomotiven (darunter eine in der UdSSR erbeutete – Nr. 4, 9 und 13) wurden in den deutschen Panzerzügen PZ 21, PZ 22 und PZ 10a verwendet.
| Preußische Nummer | Polnische Nummer | Hersteller   | Fabr.-Nr./Baujahr | Besonderes                                                                 |
| ----------------- | ---------------- | ------------ | ----------------- | -------------------------------------------------------------------------- |
| LVD 303           | Ti3-1            | Hanomag      | 4068/1903         | (Lettland?)                                                                |
| 4024 Danzig       | Ti3-2            | Hanomag      | 4117/1904         |                                                                            |
| 4016 Münster      | Ti3-3            | Hanomag      | 4125/1904         |                                                                            |
| 4023 Danzig       | Ti3-4            | Hanomag      | 4116/1904         | 1919 Einsatz im Panzerzug Groźny, ab 1939 – DRB 54 651 für Panzerzug PZ 22 |
| 4025 Danzig       | Ti3-5            | Hanomag      | 4118/1904         | Einsatz im Panzerzug Śmierć                                                |
| 4034 Essen        | Ti3-6            | Hanomag      | 4084/1903         | 1939 – DRB 54 652                                                          |
| 4038 Essen        | Ti3-7            | Humboldt     | 184/1903          |                                                                            |
| 4114 Halle        | Ti3-8            | Henschel     | 6555/1904         |                                                                            |
| 4005 Katowitz     | Ti3-9            | Borsig       | 5406/1904         |                                                                            |
| 4015 Posen        | Ti3-10           | BMAG         | 3372/1904         | 1919 Einsatz im Panzerzug Bartosz Głowacki, ab 1939 – DRB 54 657           |
| 4017 Posen        | Ti3-11           | BMAG         | 3374/1904         | 1939 – DRB 54 653                                                          |
| 4021 Münster      | Ti3-12           | Hohenzollern | 1771/1905         | Einsatz im Panzerzug Mściciel                                              |
| 4022 Frankfurt    | Ti3-13           | Hohenzollern | 1773/1905         | (oder 1775/1903 Hohenzollern), 1939 – DRB 54 654                           |
| 4052 Essen        | Ti3-14           | Humboldt     | 228/1904          | (oder 4024 Posen, 3384/1904 BMAG)                                          |
| 4036 Stettin      | Ti3-15           | Borsig       | 5413/1904         |                                                                            |
| 4118 Halle        | Ti3-16           | Humboldt     | 232/1904          | Einsatz im Panzerzug Poznańczyk                                            |

Im Zweiten Weltkrieg kamen sechs G 5.3 aus Polen als 54 651–654 und 54 657, 658 sowie zwei aus Jugoslawien als 54 655 und 656 wieder in den Bestand der Reichsbahn. Die 54 656 kam erst in 1947 zurück zur JDŽ.
Die Fahrzeuge waren mit einem Schlepptender der Bauart pr 3 T 12 ausgestattet.